# HD 199942
HD 199942，又名BD+06 4718，SAO 126447、HR 8038，是小马座的一颗恒星，视星等为5.99，位于銀經55.97，銀緯-24.2，其B1900.0坐标为赤經20h 55m 8.5s，赤緯+7° -24.2′ 34″。